# Columella (mos)
De columella is bij mossen een centrale zuil van steriel weefsel die in het midden van het sporenkapsel van mossen zit. 

## Andere betekenis
De term columella wordt ook gebruikt om te verwijzen naar de S1 - S4-cellen in het wortelmutsje die zich apicaal van een gebied in het apicale meristeem van een wortel, waar de celdeling erg langzaam of helemaal niet verloopt, bevindt.
Bij de schermbloemen komt ook een  columella (zuiltje) voor, dat afkomstig is uit het tussenschot van de tweedelige splitvrucht en blijven de deelvruchtjes hier vaak nog enige tijd aan vastzitten.
Bij schimmels verwijst het naar het centraal vacuool gedeelte in schimmeldraden en naar de centrale zuil in sommige conceptakels.